# شجرة عيد الميلاد
شجرة الميلاد أو شجرة عيد الميلاد (بالإنجليزية: Christmas tree)‏ هي إحدى أكثر تقاليد عيد الميلاد انتشارًا والرمز الرئيس له، عادة ما تكون الشجرة صنوبرية أو مخروطية خضراء مثل شجرة التنوب أو الراتينجية أو الصنوبر أو السرو أو شجرة اصطناعية من مظهر مماثل، ويرتبط مع الاحتفال بعيد الميلاد عادة بوضع الشجرة تكون عادة داخل البيت مع تزيينها.
وقد زُينت شجرة تقليديا مع المأكولات مثل الشيكولاتة والتفاح والمكسرات، أو غيرها من الأطعمة. في القرن الـ18 بدأت تكون مضيئة من الشموع التي كانت نهاية المطاف حلت محلها أضواء عيد الميلاد بعد مجيء الكهرباء، تُزيّن في العصر الحالي الشجرة بمجموعة واسعة من الحلي التقليدية مثل أكاليل والحلي وحلوى قصب، وتُوضع نجمة أو تمثال ملاك في أعلى الشجرة لتمثيل جبريل أو نجمة بيت لحم (موطن ميلاد يسوع بحسب المعتقدات المسيحية).

## تاريخ
عادة تزيين شجرة الميلاد سابقة للمسيحية، ومرتبطة بالعبادات الوثنية في إكرام وعبادة الشجرة، وكانت منتشرة على وجه الخصوص في ألمانيا؛ ولذلك لم تحبذ الكنيسة في القرون الوسطى الباكرة عادة تزيين الشجرة، وأول ذكر لها في المسيحية يعود لعهد البابا القديس بونيفاس (634 - 709) الذي أرسل بعثة تبشيرية لألمانيا، ومع اعتناق سكان المنطقة للمسيحية، لم تلغ عادة وضع الشجرة في عيد الميلاد، بل حولت رموزها إلى رموز مسيحية، وألغيت منها بعض العادات كوضع فأس وأضيف إليها وضع النجمة رمزًا إلى نجمة بيت لحم التي هدت المجوس الثلاثة. غير أن انتشارها ظلّ في ألمانيا ولم يصبح عادة اجتماعية مسيحية ومعتمدة في الكنيسة، إلا مع القرن الخامس عشر، حيث انتقلت إلى فرنسا وفيها أُدخلت الزينة إليها بشرائط حمراء وتفاح أحمر وشموع، واعتبرت الشجرة رمزًا لشجرة الحياة المذكورة في سفر التكوين من ناحية ورمزًا للنور - ولذلك تمت إضاءتها بالشموع - وبالتالي رمزًا للمسيح وأحد ألقابه في العهد الجديد "نور العالم"،
تقاليد لاحقة نسبت إضاءة الشجرة إلى مارتن لوثر في القرن السادس عشر، غير أنه وبجميع الأحوال لم تصبح الشجرة حدثًا شائعًا، إلا مع إدخال الملكة شارلوت زوجة الملك جورج الثالث تزيين الشجرة إلى إنكلترا ومنها انتشرت في الولايات المتحدة وكندا وأستراليا وتحولت معها إلى صبغة مميزة لعيد الميلاد منتشرة في جميع أنحاء العالم.
في السابق، كانت الأشجار التي توضع في المنازل وتزين لمناسبة العيد أشجارًا طبيعية، غير أنه حاليًا تنتشر الأشجار الصناعية مكانها بأطوال وأحجام وأنواع مختلفة، غير أن عددًا من المحتفلين لا يزال يستعمل الأشجار الطبيعية، وقد نشأت شركات تهتم بزراعة أشجار الصنوبر الإبرية الخاصة بالميلاد وتسويقها قبيل العيد؛ تزيّن الشجرة حاليًا بالكرات مختلفة الأحجام، وإلى جانب الكرات التي تتنوع ألوانها بين الذهبي والفضي والأحمر، مع وجود بعض الأشجار المزينة بغير الطريقة المألوفة لألوان العيد الثلاثة كالأزرق مثلاً، توضع أضوية ملونة أو ذهبية على الشجرة كما توضع في أعلاها نجمة تشير إلى نجمة بيت لحم التي دلت المجوس في الطريق، وتزين الشجرة أيضًا بالسلاسل أو بالملائكة أو بالأجراس وغيرها مما يتوافر في المحلات؛ يوضع تحت الشجرة أو بقربها مغارة الميلاد أو مجموعة صناديق مغلفة مُزينة تحوي على الهدايا التي تُفتح وتُهادى عشية العيد.

## معرض صور

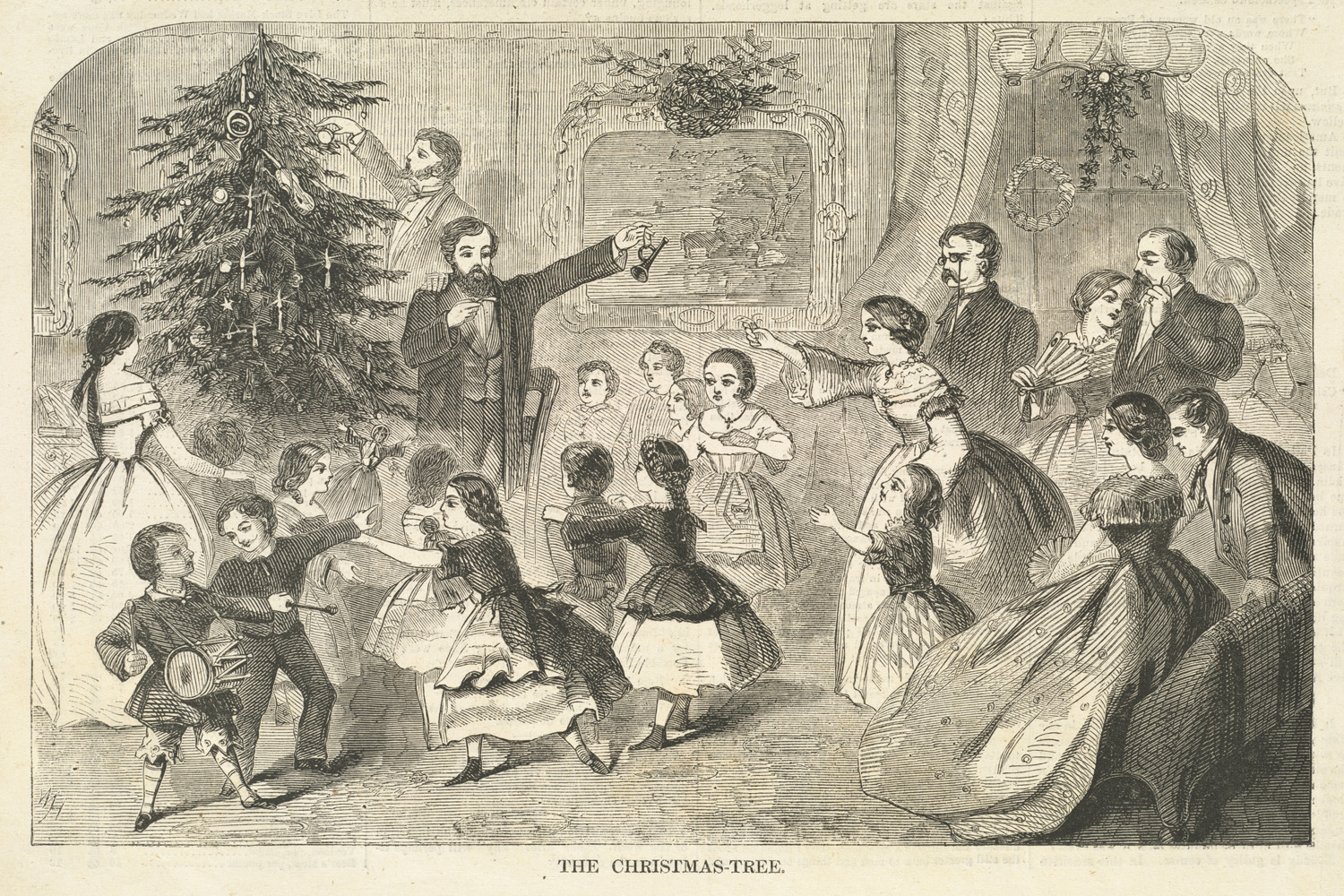
من عام ١٨٥٨.
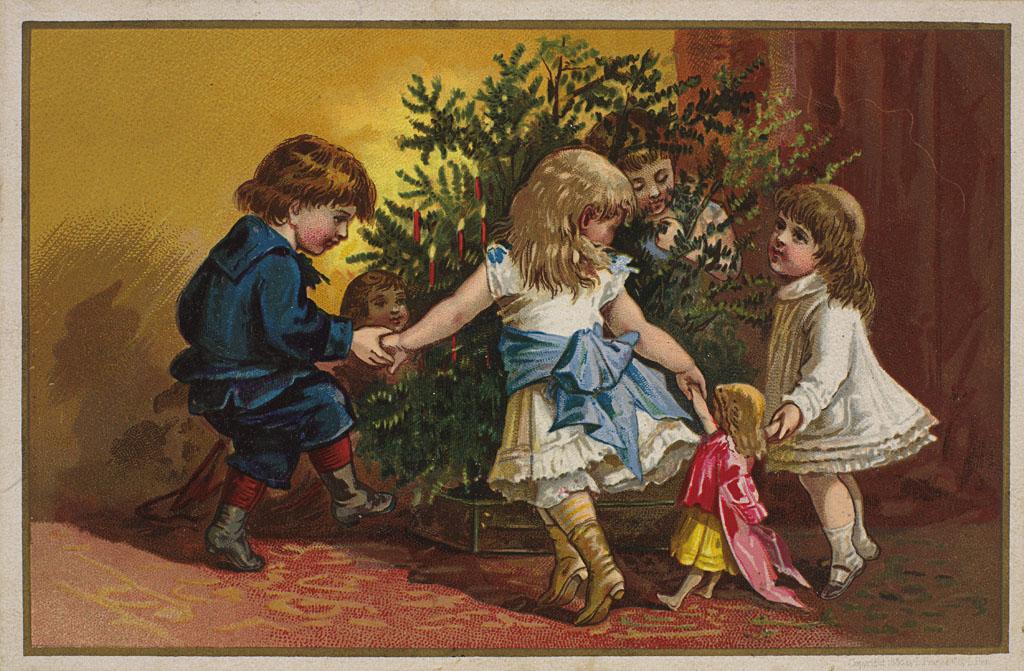
بطاقة عيد الميلاد عام ١٨٨٠.
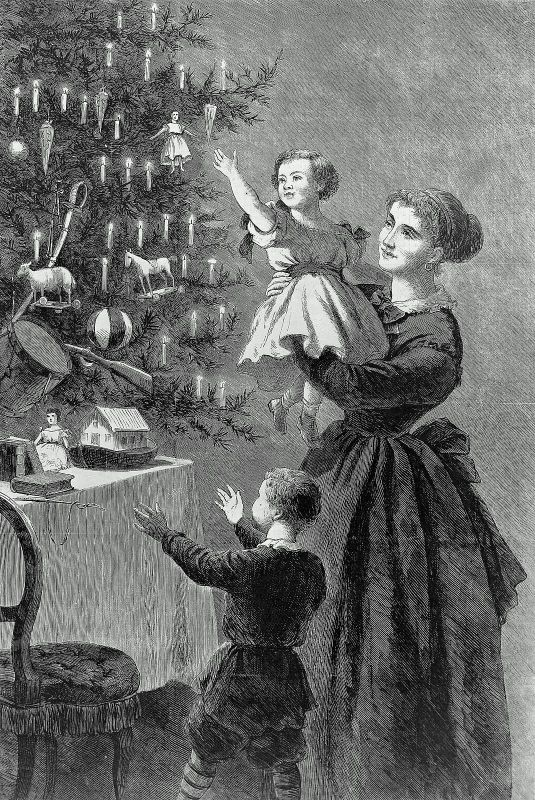
رسم من مجلة هربر بازار ١٨٧٠.